# کوسه پیژامه‌ای
کوسه پیژامه‌ای (نام علمی: Poroderma africanum) نام یک گونه از سرده گربه‌کوسه‌های راه‌راه است.